# Крейшомил (Гимарайнш)
Крейшомил (порт. Creixomil) — район (фрегезия) в Португалии, входит в округ Брага. Является составной частью муниципалитета Гимарайнш. Находится в составе крупной городской агломерации Большое Минью. По старому административному делению входил в провинцию Минью. Входит в экономико-статистический субрегион Аве, который входит в Северный регион. Население составляет 9393 человека на 2001 год. Занимает площадь 2,92 км².
Покровителем района считается Архангел Михаил (порт. São Miguel).